# Denis Henriquez
Pour les articles homonymes, voir Henriquez.
Denis Henriquez (Oranjestad, 10 octobre 1945) est un écrivain arubais
Il étudia la physique à Delft et travailla comme professeur à l'Erasmiaans Gymnasium de Rotterdam.

## Œuvre
- 1981 E soño di Alicia. Basé sur "Alice in Wonderland" de Lewis Carroll
- 1988 Kas pabow (poésie)
- 1992 Zuidstraat
- 1995 Delft blues
- 1999 De zomer van Alejandro Bulos

## Prix
Prijsvraag van het Antilliaans Verhaal, 1990